# Tilly Kettle

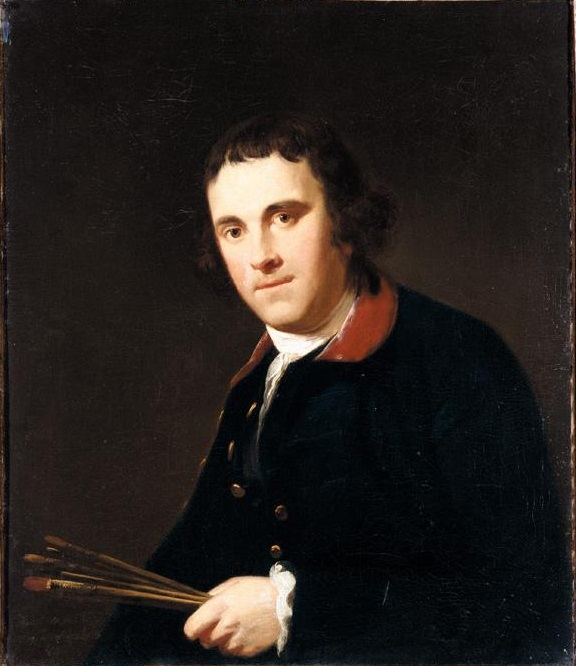
Tilly Kettle, zelfportret, 1762. Olieverf op canvas, Jackson Higgs Gallery, New York.

Tilly Kettle (Londen, 31 januari 1735 – Aleppo, 1786) was een Engels portretschilder. Kettle was de eerste bekende schilder die in Brits-Indië werkte, waar hij voornamelijk portretten van militairen en beambten van de East India Company en inheemse adel schilderde.
Kettle was de zoon van Henry en Ann Kettle en de derde van zes kinderen. De vader was koetsenschilder. Tilly Kettle leerde schilderen bij William Shipley en aan de St Martin's Lane Academy en Duke of Richmond's Academy. Hij schilderde in Oxford en daarna in de Midlands. In 1762 keerde hij terug en exposeerde aan de Free Society of Artists.
Kettle vertrok in 1768 naar Madras, waar hij portretten schilderde van de Brits-koloniale bestuurders en de prinsen van Arcot. Ook schilderde hij taferelen van dansende inheemse meisjes. In 1771 reisde hij door naar Calcutta, om daarna het binnenland in te trekken. In Calcutta had hij een inheemse minnares (bibi), bij wie hij twee kinderen verwekte.
Hij keerde in 1776 terug naar Londen met een aanzienlijk fortuin. Hier huwde hij in 1777 Mary Paine, de dochter van de architect James Paine. Het paar kreeg twee kinderen. Daarna ging het financieel echter bergafwaarts. In 1786 besloot Kettle daarom overland terug te keren naar Indië. Het laatste spoor van leven is in Aleppo, van waar hij waarschijnlijk richting Basra reisde en onderweg omkwam, wanneer en onder welke omstandigheden precies is onbekend.
- Auckland Art Gallery Toi o Tāmaki: 2195
- Art Gallery of South Australia: 2567
- Biblioteca Nacional de España: XX6040427
- Bibliothèque nationale de France: cb17951513p (data)
- Gemeinsame Normdatei: 1017320918
- International Standard Name Identifier: 0000 0000 8457 8766
- Library of Congress Control Number: nb2008003215
- RKD-Nederlands Instituut voor Kunstgeschiedenis: 44151
- Union List of Artist Names: 500012901
- Virtual International Authority File: 95759768
- WorldCat: E39PBJtmqgG3FqftgmJBCKMByd